# Семь невест для семерых братьев
«Семь невест для семерых братьев» (англ. Seven Brides for Seven Brothers) — музыкальный фильм, снятый в 1954 году. Сценарий был основан на рассказе о Диком Западе Стивена Винсента Бене «Сабинянки», в основе которого лежала древнеримская легенда о похищении сабинянок.
В 1954 году фильм был номинирован на Оскара в категории «Лучший фильм». В списке лучших мюзиклов американского института кинематографии за 100 лет фильм занимает 21 место. 

Признание «Семь невест» получили также благодаря необычной хореографии в постановке Майкла Кидда — к примеру, танцы во время рубки дров и возведения амбара.
В 1980-х и 2000-х годах по мотивам произведения были осуществлены постановки одноимённого мюзикла на сценах Бродвея и Лондона, выпущен музыкальный альбом. В 1982 году был снят ремейк фильма в Болливуде под названием «Satte Pe Satta» (Семь на семь).

## Сюжет
Действие происходит в эпоху освоения Дикого Запада. Сирота Милли, молоденькая девушка, работает в придорожной таверне. Однажды с гор в соседний городок спускается рыжебородый Адам Понтипай, хозяин фермы где-то на склоне. Он приехал за покупками и заодно хотел отыскать себе жену. Жители города смеются над ним, говоря, что ни одна нормальная девушка не захочет последовать за ним в такую глушь. Тем не менее с Милли они сразу находят общий язык, он женится на ней и увозит с собой.
Приехав на ферму в горной долине, Милли понимает, что Адам женился на ней большей частью из-за того, что ему нужна была хозяйка для пустого и неприбранного дома, где живёт он и ещё 6 его младших горластых и шумных братьев. Хрупкая девушка быстро наводит порядок и показывает, кто теперь в доме хозяин. Семь братьев, включая её мужа, начинают ходить по струнке. Милли и Адам понимают, что они любят друг друга по-настоящему.
Благодаря тычкам и наставлениям Милли, шесть её холостых деверей уже выглядят практически джентльменами. Милли спускается с ними в родной город. Там юноши знакомятся с несколькими молодыми девушками, очарованными их учтивыми манерами и огненно-рыжими шевелюрами. Однако девушки имеют ухажёров из числа городских парней, которые вступают в конфронтацию с приезжими. Некоторое время спустя истосковавшиеся братья наведываются в город ночью и похищают приглянувшихся им барышень. Горожане отправляются в погоню, но на улице зима, и спустившаяся горная лавина запечатывает перевал на несколько месяцев.
Милли, узнав, что натворили ребята, принимает похищенных девушек (многие из которых — её подруги) в доме. А братьев выгоняет спать в амбар, где они и проживут всю зиму. За время долгой зимы между девушками и похитителями вспыхивает настоящее нежное чувство. Вдобавок Милли часто читает им из древней истории о похищении сабинянок, которые встали между своими отцами и братьями и спасли своих мужей-похитителей от расправы. 

С приходом весны открывается доступ в горы. Все жители города с ружьями направляются на ферму, будучи готовыми пристрелить рыжих братьев. Но вдруг сверху слышится голос младенца, недавно родившегося у Милли и Адама. «Чей это ребёнок?» — спрашивает один из отцов-горожан. Все девушки переглядываются и хором отвечают: «Мой!». Шестерых братьев не вешают, а под дулом ружья венчают с девушками. Теперь все 7 братьев женаты.

## В ролях
- Джейн Пауэлл — Милли
- Ховард Кил — Адам
- Рута Ли — Рут
- Расс Тэмблин — Гидеон
- Анна К. Нилссон — Миссис Элкотт (в титрах не указана)

Четверо из актеров, игравших младших братьев — танцоры, два других — чемпион по гимнастике («Гидеон») и бывший бейсболист («Бенджамин»). Всех невест играли танцовщицы: из них особенно известна Джули Ньюмар («Доркас»).

## Саундтрек
Музыка Сола Чаплина и Джина Де Пола, слова Джонни Мерсера:
1. Barn Dance
2. Barn-raising
3. Kidnapped and Chase
4. Bless Your Beautiful Hide — песня Адама
5. Wonderful, Wonderful Day — песня Милли
6. When You’re in Love
7. Goin' Courtin'
8. House-Raising Dance
9. Lonesome Polecat
10. Sobbin' Women
11. June Bride
12. Spring, Spring, Spring